# Каутано
Каутано (итал. Cautano) — коммуна в Италии, располагается в регионе Кампания, подчиняется административному центру Беневенто.
Население составляет 2207 человек, плотность населения составляет 116 чел./км². Занимает площадь 19 км². Почтовый индекс — 82030. Телефонный код — 0824.
Покровителем населённого пункта считается святой апостол Андрей. Праздник ежегодно празднуется 30 ноября.